# Relaciones España-Lesoto
Las relaciones España-Lesoto son las relaciones bilaterales entre estos dos países. Lesoto no tiene una embajada en España, pero su embajada en Londres está acreditada para España, además tiene un consulado honorario en Madrid. España no tiene embajada en Lesoto pero su embajada en Pretoria, Sudáfrica, está acreditada para Lesoto, y mantiene un consulado honorario en Maseru.

## Relaciones diplomáticas
Los Gobiernos de España y de Lesoto acordaron el establecimiento de relaciones diplomáticas entre ambos países a partir del día 3 de mayo de 1976.
La Embajada de España participa igualmente de modo regular en el Diálogo Político entre la UE y Lesoto. Del mismo modo, la Embajada de España en Pretoria estuvo representada en la observación diplomática que, con ocasión de la celebración de las elecciones de febrero de 2015, coordinó la Delegación de la UE en Maseru.

## Relaciones económicas
Aunque la economía de Lesoto es de un tamaño muy reducido, su particular situación geográfica dentro de Sudáfrica, lo transforma en un mercado de natural expansión para las empresas españolas ya presentes en Sudáfrica, especialmente en el sector de las infraestructuras y de las energías renovables.
De la mano de Sudáfrica, Lesoto va a acometer la segunda fase del Highlands Water Project. Se trata de un proyecto que demanda la construcción de importantes infraestructuras y por el que han manifestado interés las empresas españolas del sector.
Lesoto parece mostrar la voluntad de favorecer la implantación en el país de las energías renovables. Las empresas españolas instaladas en Sudáfrica han mantenido contactos en este sentido con el ministerio del ramo con el apoyo de la Embajada de España en Pretoria.

## Cooperación
Lesoto no es considerado país prioritario en el Plan Director de la cooperación española. La ONG española Acción contra el Hambre desarrolló un proyecto de seguridad alimentaria en el país en 2013.
España participa de modo activo, no obstante, en los cauces de cooperación que la UE mantiene con Lesoto. Así, cabe destacar que el XI FED está dotado con un total de 142 millones de €. La UE ha aprobado también un montante de 2 millones de € en concepto de ayuda humanitaria de emergencia para paliar los desastrosos efectos de la sequía de los últimos años.